# سيدي عون

سيدي عون هي إحدى بلديات ولاية الوادي الجزائرية.وتتكون أساسا من أربع قرى: قرية سيدي عون وقرية السويهلة وقرية الأضواو وقريتي الجديدة الشمالية والجنوبية.
من أهم معالمها المسجد العتيق بقرية سيدي عون
هود شيكه بقرية الجديدة
يمتهن أغلب سكان قُرَاها الأربع الفلاحة وتربية المواشي والوظائف الحكومية